# 界限街

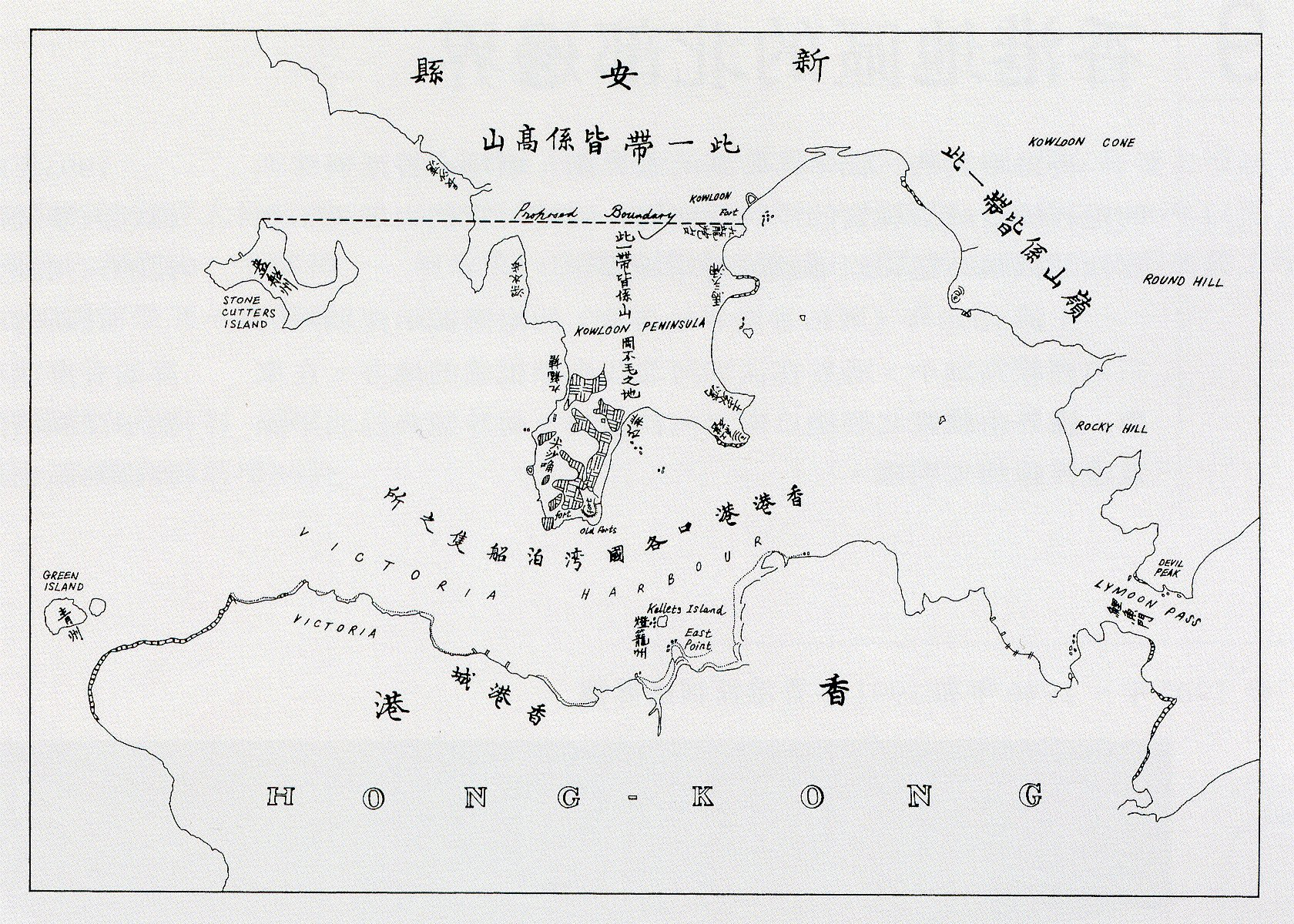
1860年中英《北京條約》附圖中的界限街，圖中標示為「建議界線（Proposed Boundary）」

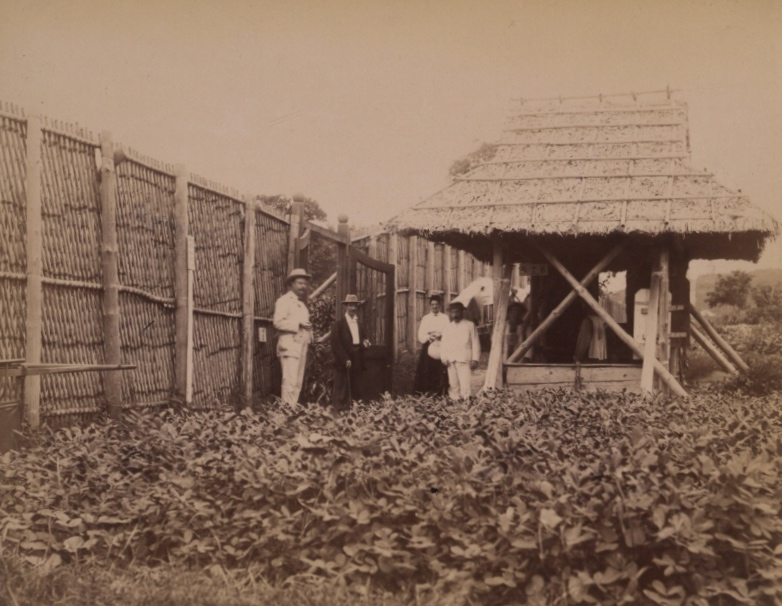
1898年位於界線旁的稅關站

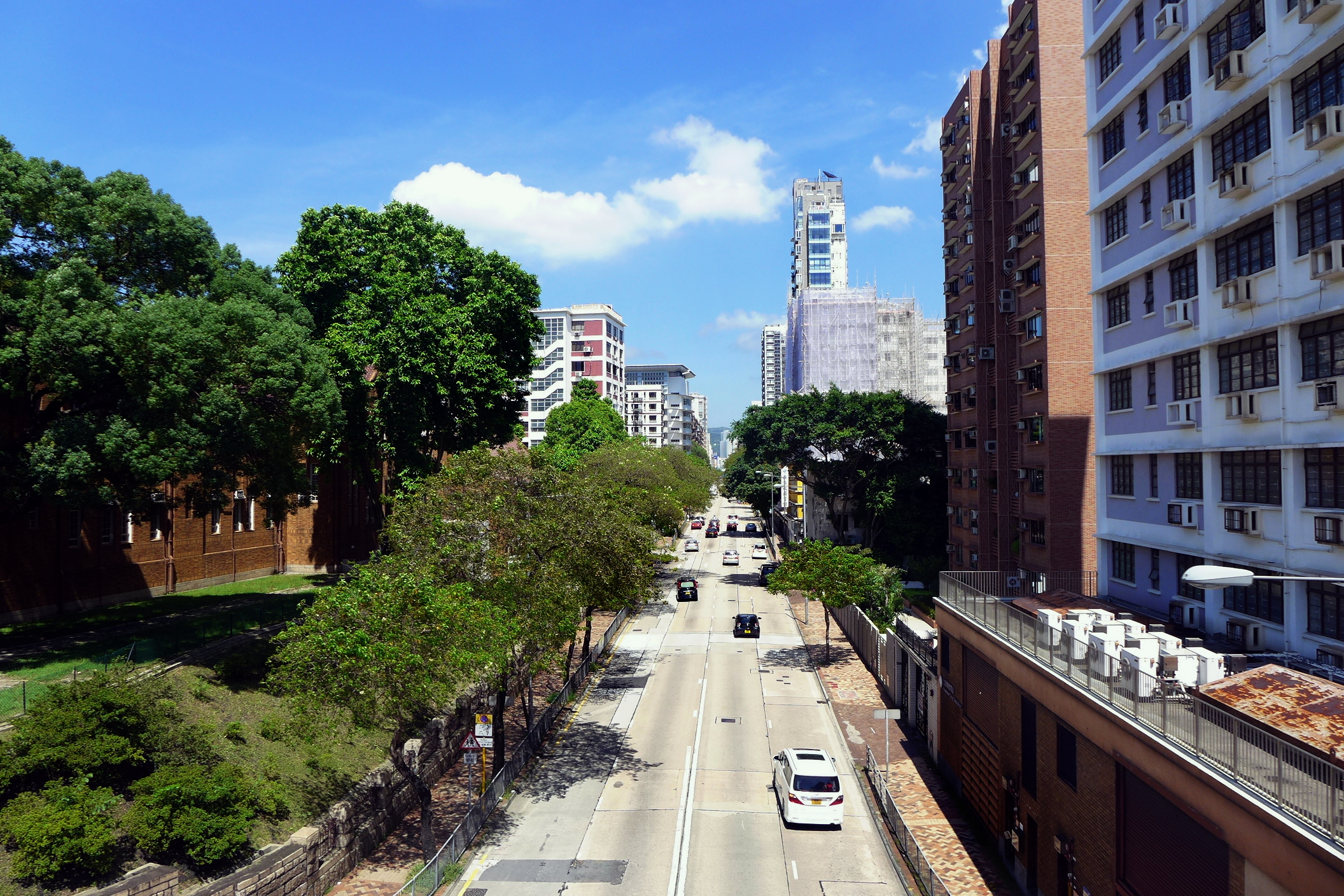
界限街近瑪利諾修院學校

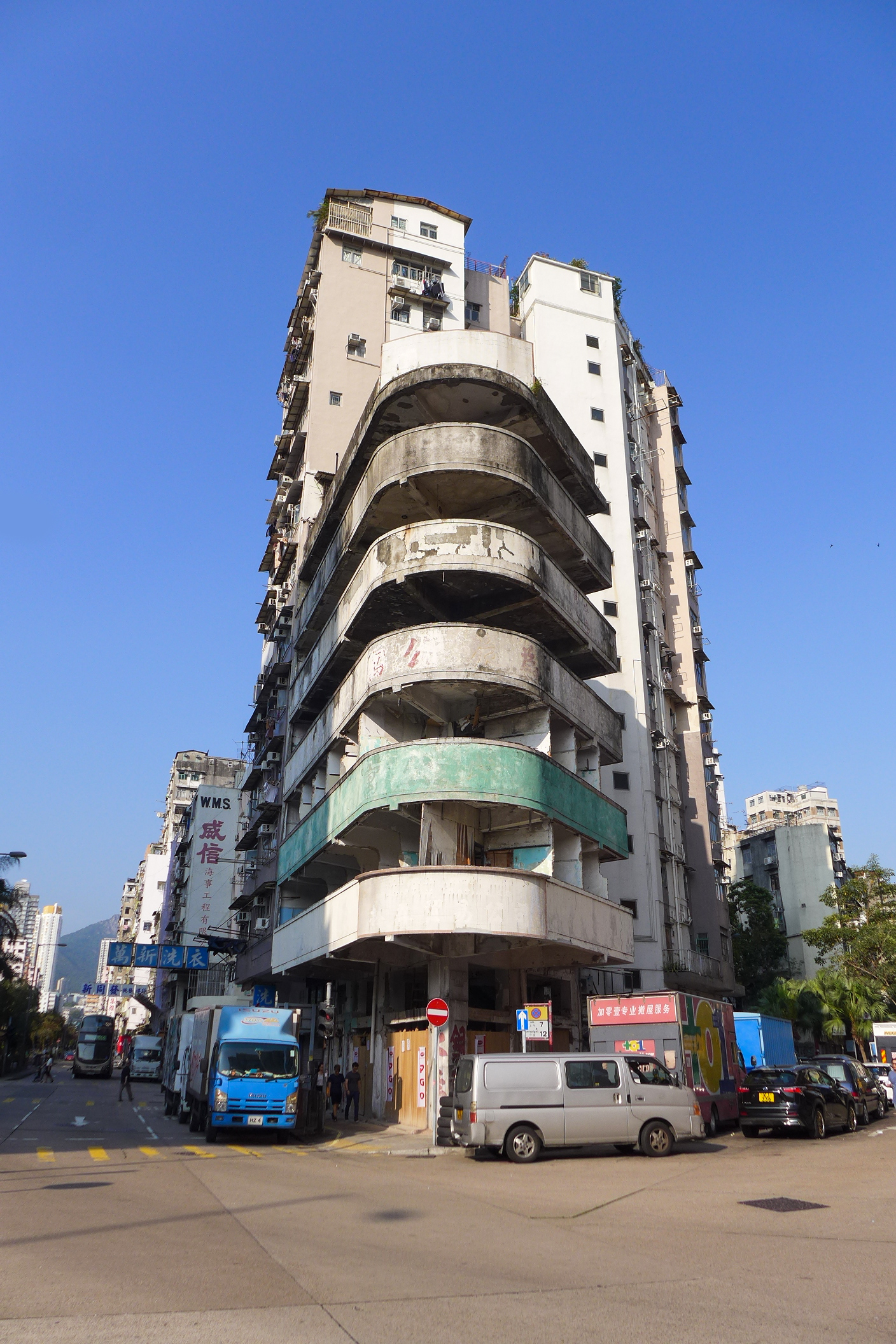
位於界限街及南昌街交界的為群公寓，是樓高6層三角形建築，於1964年建成，一直都是深水埗地標

界限街（英語：Boundary Street），是香港九龍半島一條東西向街道，連接深水埗區與九龍城區。道路始於深水埗南，中間穿越九龍塘南部和九龍仔，最後到達九龍城並併入太子道西。而界限街本身亦與太子道西大致平行。
殖民地時代，清廷割讓予英國的土地以此線為界，此線以南為割讓地（九龍），以北為租借地（新界）。

## 歷史

#### 中英邊界
1860年，清朝政府與英國簽訂《北京條約》，將九龍半島南部一大半割讓給英國，清國與英屬香港的邊界以昂船洲最北點起向東直線劃過九龍半島，直到九龍城以南、珓杯石以北的九龍灣海濱為止。英方稱邊界為「界限線」（Boundary Line），規定開關時間為每天早上6時至日落之後。
1898年，英國政府根據《展拓香港界址專條》租借新九龍及新界，中英邊界改到深圳河。這條界限線亦被英方改稱為「舊邊境線」（Old Frontier Line）。

### 界限街
1860年邊界生效後，深水埗一分為二，南部由香港政府管治，而南面部份一條短小的邊界街道便被稱為界限街，設有哨站。另外，在馬頭圍村以北，曾有一條與邊界平行的道路，到達聖山後繞過其北麓通珓杯石，這條道路在1920年代初被英皇子道（太子道）所取代。1920年代中，在深水埗都市化、九龍塘花園城市計劃開展，加上平整九龍仔山等因素底下，界限街到了1934年已延長至現今的規模。
除了與九廣鐵路交匯的一段以外，界限街整條街道基本上與舊邊界平行。較界限街早落成的九廣鐵路，建火車橋跨過由九龍仔流出旺角咀的水坑，該條水坑後來變成暗渠，被界限街所覆蓋。

### 現今意義
雖然1898年後，邊界已不復存在，但界限街仍然作為分開九龍（舊九龍）與新九龍的分界線的功能。位於界限街以北地區的物業需向香港政府繳付地租，以南之物業則需繳付地稅。

## 現況
界限街中段是九龍仔豪宅區，居住者大多是中產階層，該處亦是不少名校如瑪利諾修院學校、喇沙小學的所在地；而西面就是深水埗及大角咀，居住者以中下階層為主。

## 圖片

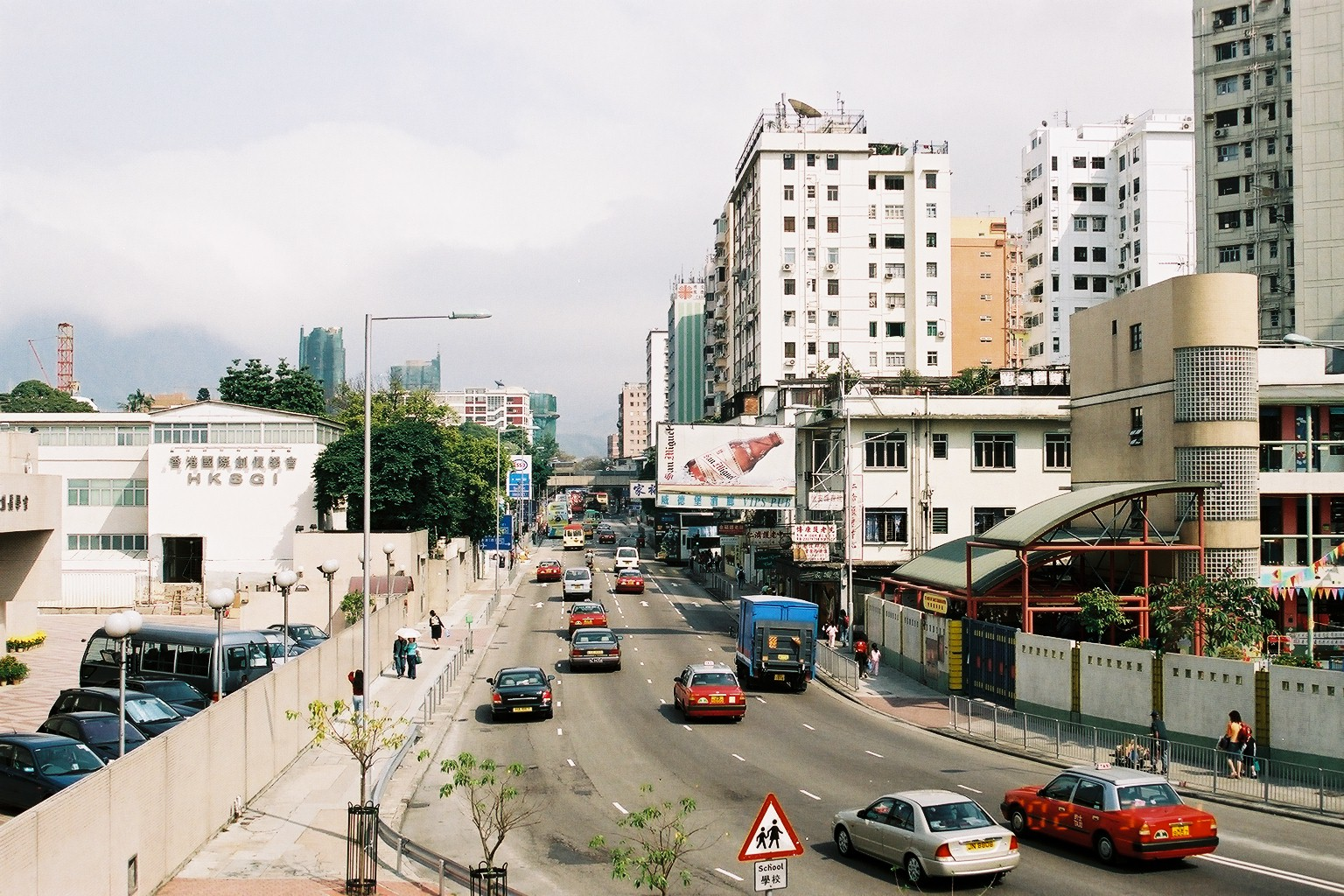
九龍塘南部一段界限街，左邊是新九龍，右邊是舊九龍。（2002年）
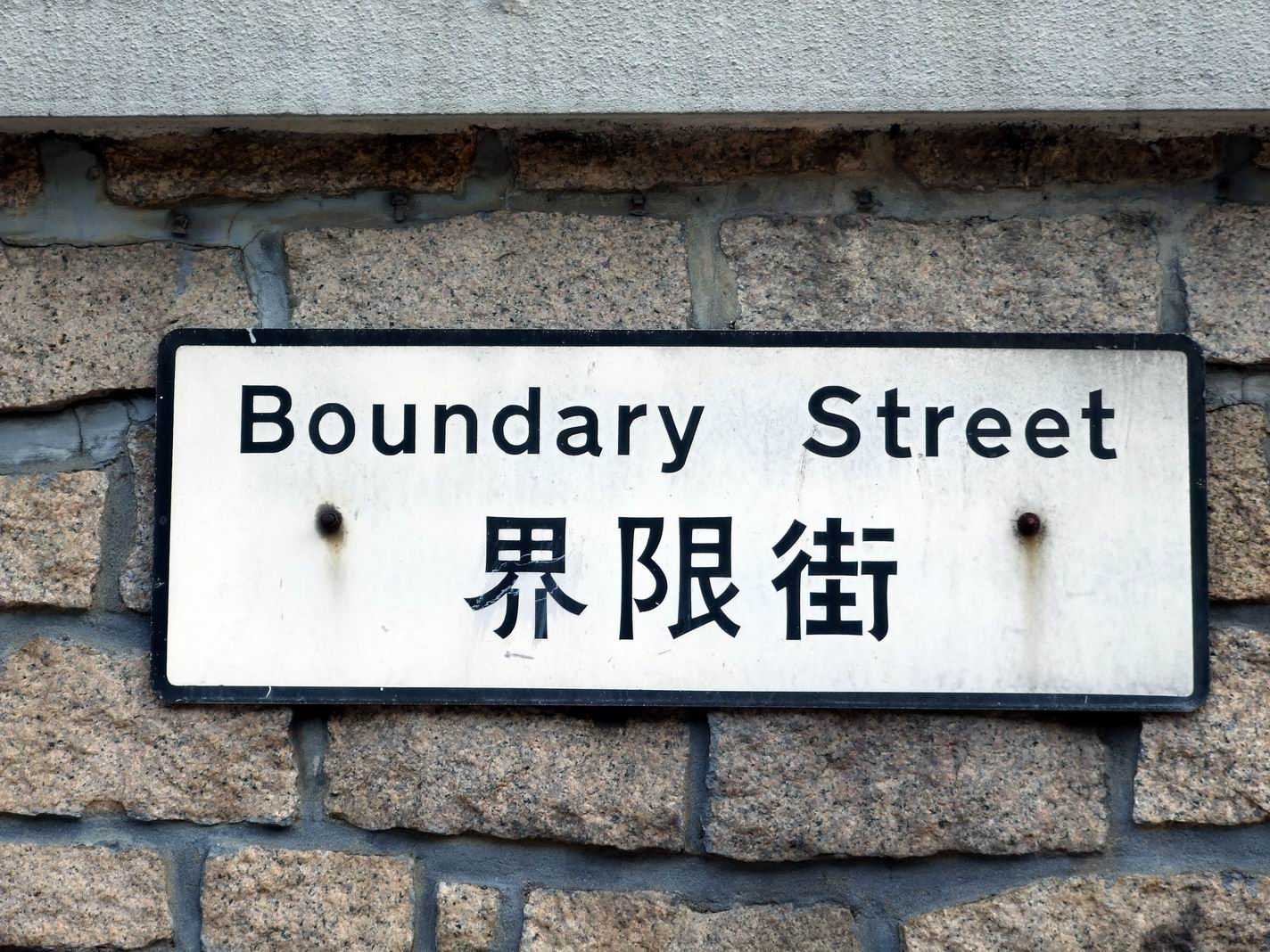
界限街街牌
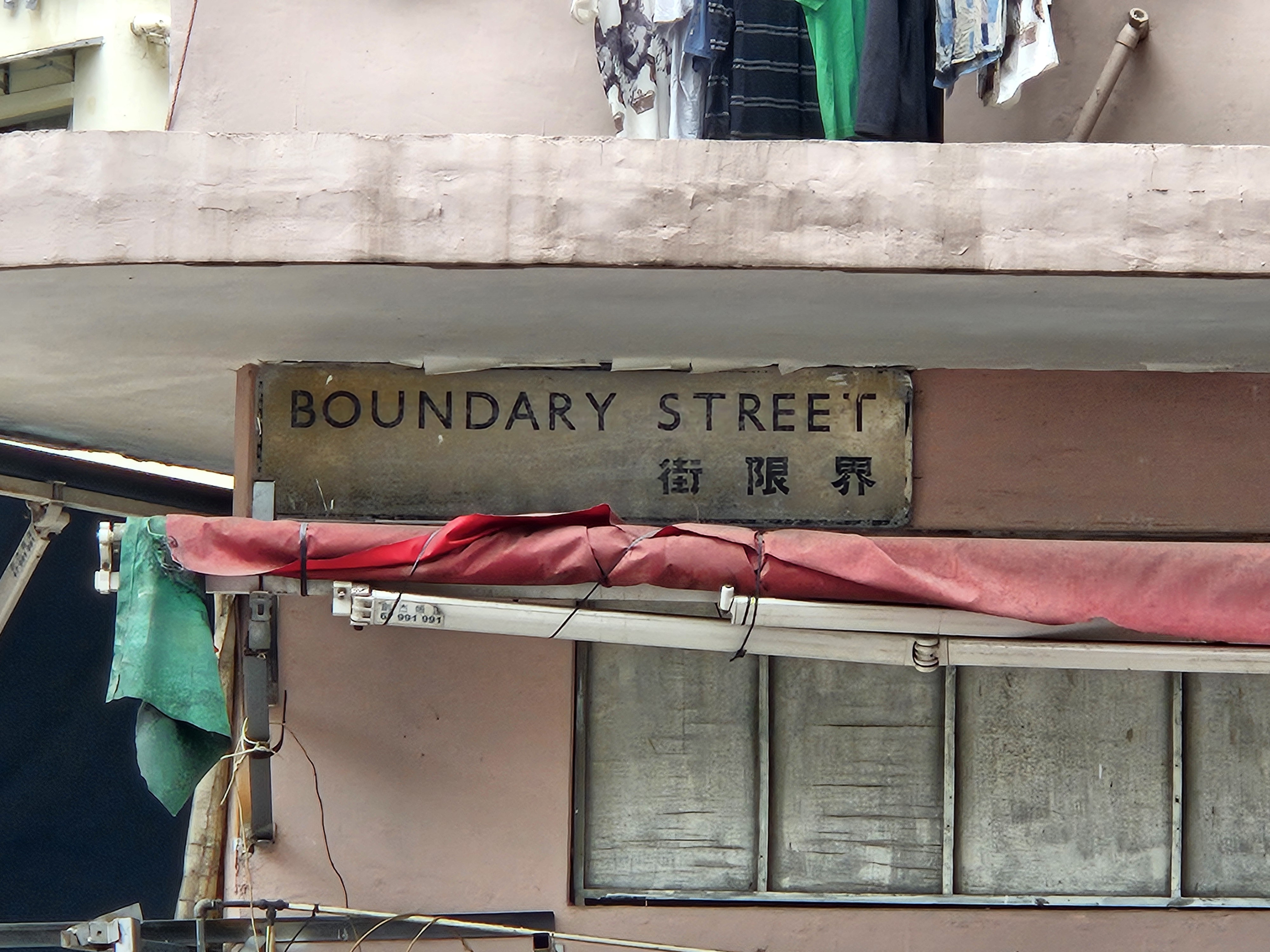
界限街鋁質搪瓷長型街牌
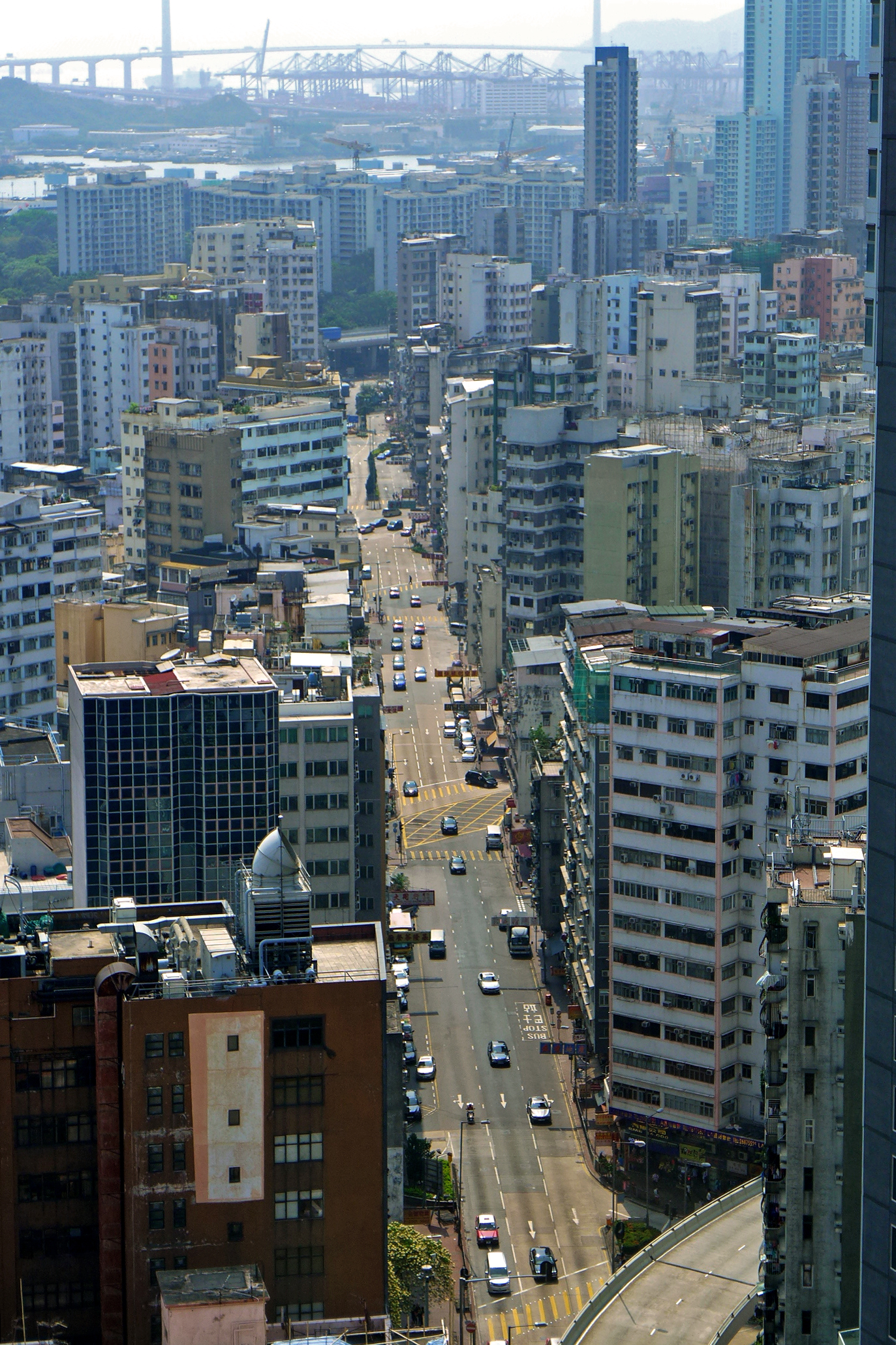
界限街近深水埗區
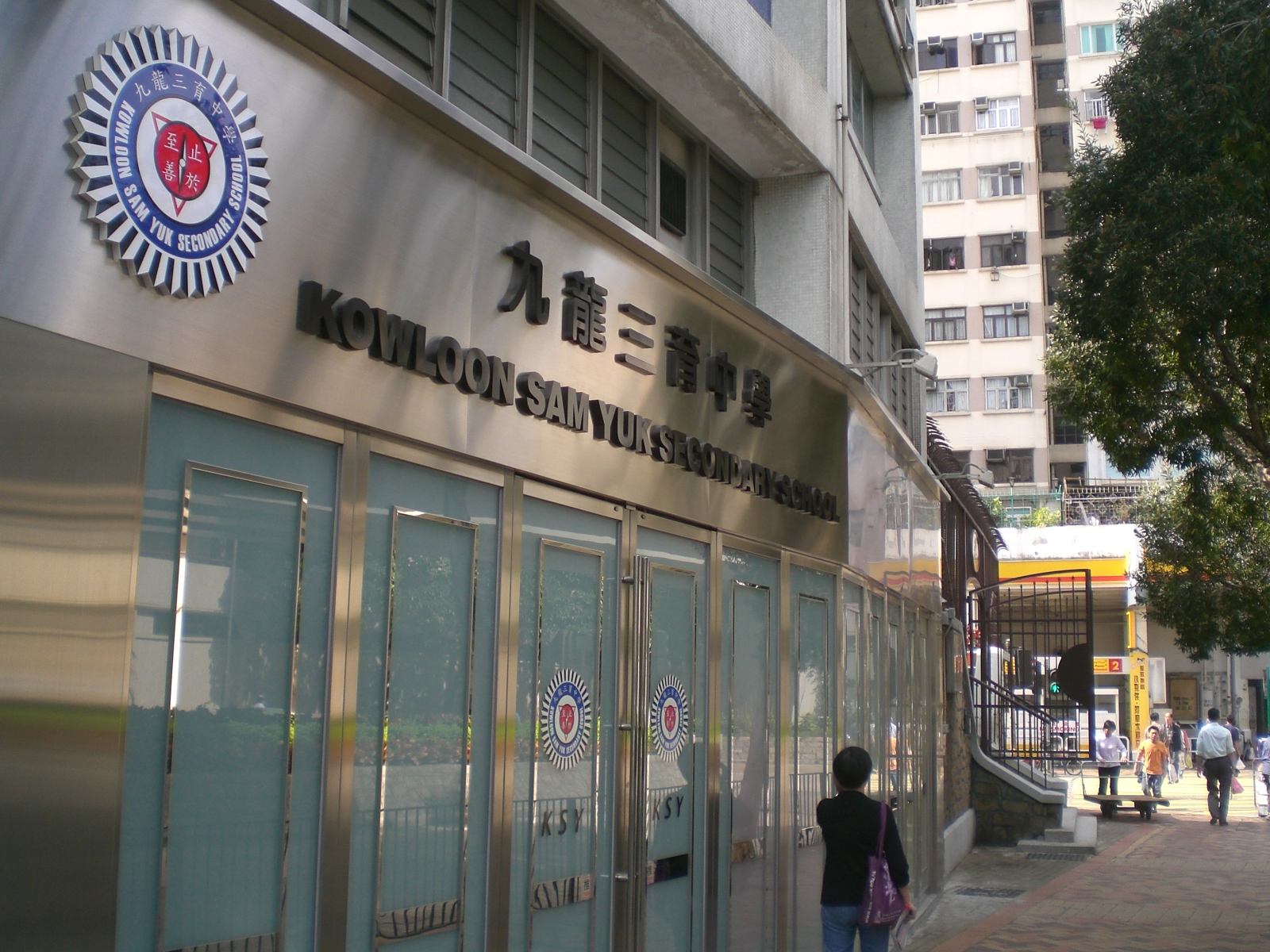
界限街九龍三育中學（初中部）
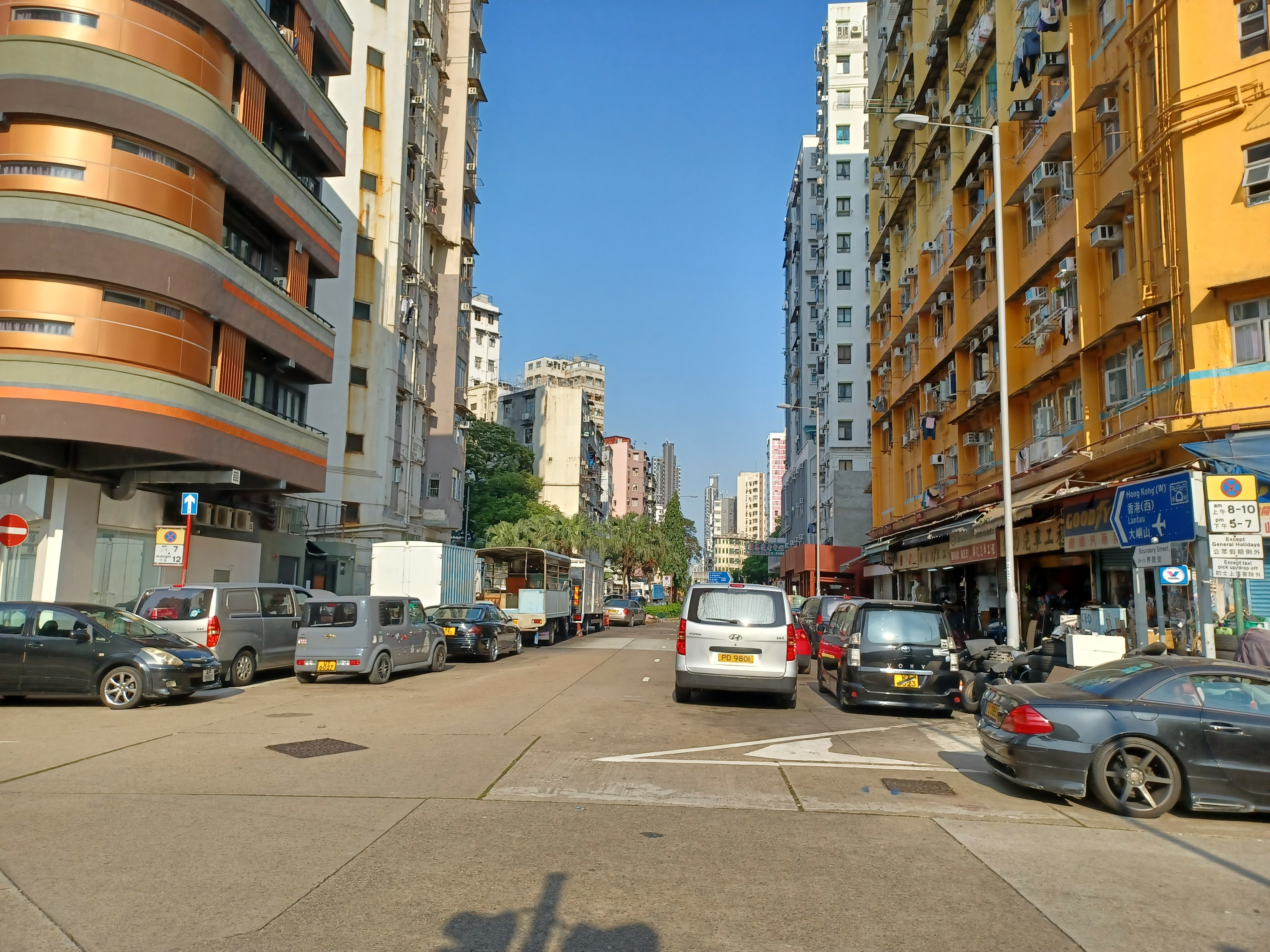
為群公寓外的一段界限街

## 沿路著名地點
- 曉珀
- 警察體育遊樂會
- 曉珀·御
- 旺角大球場
- 園圃街雀鳥花園（雀仔街）
- 花墟球場
- 花墟道
- 瑪利諾修院學校
- 明愛太子宿舍
- 喇沙書院
- 喇沙小學
- 碧華花園

## 連接道路 (西至東)
- 通州街
- 聚魚道
- 南昌街
- 海壇街
- 大角咀道
- 醫局街
- 荔枝角道
- 黃竹街
- 大南街
- 楓樹街
- 基隆街
- 汝州街
- 白楊街
- 砵蘭街
- 長沙灣道
- 彌敦道
- 西洋菜北街
- 通菜街
- 花園街
- 洗衣街
- 大坑東道
- 基堤道
- 勵德街
- 金巴倫道
- 窩打老道
- 何東道
- 伯爵街
- 喇沙利道
- 述德街
- 書院道
- 品蘭街
- 嘉林邊道
- 太子道西
- 聯合道